# Рязанський обласний музичний театр
Рязанський обласний музичний театр (рос. Рязанский областной музыкальный театр) — обласний музичний театр у місті Рязані Російської Федерації; один з осередків професійної музичної культури міста і області.

## Загальні дані
Рязанський обласний музичний театр міститься у власній будівлі за адресою:
вул. Ціолковського, буд. 12, м. Рязань—390023 (Рязанська область, Російська Федерація).
Керівник театру — Марина В'ячеславівна Чернишова.

## Про театр
Державна установа культури «Рязанський обласний музичний театр» був утворений згідно з Постановою Уряду Рязанської області. 
У травні 2006 року Музичний театр переїхав у власну будівлю на вулиці Ціолковського, і вже 10 серпня 2006 року тут відбувся перший концерт, присвячений Дню будівельників.
Художньо-артистичний склад театру налічує 97 осіб. Рязанська публіка дізналася і полюбила творчість молодих солістів театру — Олексія Свиридова, Наталії Нелюбіної, Ірини Маненкової та інших.
У теперішній час (кінець 2000-х років), відповідно до проекту реконструкції, в будівлі театру ведуться ремонтні роботи. 
Артисти Рязанського обласного музичного театру виступають з концертами в установах міста Рязані. Наряду з концертними програмами, на початку 2010 року театр показав прем'єру мюзиклу «Мой любимый папа».

## Джерело-посилання
- Театрально-концертні організації (Рязанської області) на Офіційний сайт Уряду Рязанської області (рос.)